# كارلتون بيري
كارلتون بيري (بالإنجليزية: Carleton Perry)‏ هو سياسي أمريكي، ولد في 1 ديسمبر 1931 في الولايات المتحدة. حزبياً، نشط في الحزب الجمهوري. وقد انتخب عضو مجلس ولاية وايومنغ.